# Анрі Луї ле Шательє
Анрі Луї Ле Шательє (фр. Henri Louis Le Chatelier; *8 жовтня 1850, Париж — †17 вересня 1936, Мірибель-лез-Ешель) — французький фізик та хімік.

## Біографія
Його батько, гірничий інженер, який брав участь у будівництві французьких залізниць, з раннього віку прищеплював синові любов до наук. Ле Шательє навчався в колежі Роллан в Парижі, Політехнічній школі та Вищій гірничій школі. Одночасно він працював у лабораторії А. Е. Сент-Клер Девіля і слухав лекції в Колеж де Франс. Крім природничих наук, Ле Шательє із захопленням займався питаннями релігії і древніми мовами. Після закінчення гірничої школи Ле Шательє працював гірничим інженером в Алжирі і Безансоні. З 1877 по 1919 р. Ле Шательє був професором Паризької Вищої гірничої школи, де викладав загальну і технічну хімію. Він був також професором кафедри загальної хімії в Колеж де Франс (1898—1907), професором Паризького університету (1907—1925).
У 1907 році був обраний членом Паризької академії наук.

## Наукова діяльність
Більшість робіт Ле Шательє присвячені прикладним проблемам; він був одним з перших хіміків, що систематично проводили фундаментальні дослідження металургійних і хіміко-технологічних процесів. З 1880 року Ле Шательє займався проблемою випалення і затвердіння цементу; дослідження, що були на той час, не дозволяли пояснити перебіг цих складних процесів. На основі своїх досліджень він створив теорію затвердіння цементу, інакше теорію «кристалізації» (його монографія «Кремнезем і силікати» перекладена на російську мову  І.Ф. Пономарьовим, вчені в листуванні обговорювали проблеми кристалізації цементу). У 1881 році разом з М. Бертло та Ф. Малларом він зайнявся дослідженням процесів займання, горіння і вибуху. Ці дослідження привели його до створення оригінального способу визначення теплоємності газів при високих температурах. Вивчаючи процеси, що проходять в доменних печах, і стикаючись з необхідністю вимірювання високих температур, Ле Шательє в 1886 році розробив пірометр — оптичний прилад, що вимірює температуру розжарених тіл по їх кольору. Він також удосконалив методику дослідження металів і сплавів і створив металографічний мікроскоп (1897), за допомогою якого можна було вивчати будову непрозорих об'єктів.
В 1884 році Ле Шательє сформулював принцип динамічної рівноваги, який нині носить його ім'я (незалежно від Ле Шательє цей принцип сформулював у 1887 році К. Ф. Браун). Згідно з цим принципом, система, що перебуває в стані стійкої хімічної рівноваги, при зовнішній дії (зміні температури, тиску, концентрації реагуючих речовин і т.д.) прагне повернутися в стан рівноваги, компенсуючи наданий вплив. Принцип Ле Шательє — Брауна використовується для моделювання різних технологічних процесів . У 1894 році він вивів рівняння, що встановлює залежність між розчинністю, температурою процесу і теплотою плавлення речовини. Незалежно від Ф. Габера в 1901 році Ле Шательє знайшов умови синтезу аміаку.
За активної участі Ле Шательє фізична хімія і хімічна технологія перетворилися на самостійні галузі науки, що активно розвиваються. Ле Шательє був удостоєний багатьох нагород: в 1886 році він став кавалером ордена Почесного легіону, в 1916 році отримав медаль Деві Лондонського королівського товариства.